# Hans Rubenbauer
Hans Rubenbauer (* 10. Dezember 1885 in Amberg; † 27. Juli 1963 in München) war ein deutscher Altphilologe. 

## Leben
Der Sohn eines Ökonomen aus der Oberpfalz studierte in München Klassische Philologie, um zunächst den Beruf des Lehrers zu ergreifen. Während seines Studiums arbeitete er 1909 als Autor einiger Faszikel beim Thesaurus Linguae Latinae, dem sein Universitätslehrer Friedrich Vollmer als Generalredaktor vorgestanden hatte. 1912 wurde er mit einer Studie über den Bau des jambischen Trimeters bei Menander zum Dr. phil. promoviert.
Danach wirkte er als Gymnasiallehrer in Regensburg, Dillingen, Amberg sowie ab 1922 in München. Hier nahm er auch zeitgleich seine Arbeit am Thesaurus dauerhaft wieder auf. Noch im selben Jahre habilitierte sich Rubenbauer in München und arbeitete fortan auch als Privatdozent an der Universität. 1933 wurde er zum nichtbeamteten Professor ernannt, 1939 schließlich zum außerplanmäßigen Professor für Lateinische Philologie. Rubenbauer beantragte am 18. Dezember 1937 die Aufnahme in die NSDAP und wurde rückwirkend zum 1. Mai desselben Jahres aufgenommen (Mitgliedsnummer 5.773.442). Nach dem Tod von Bernhard Rehm übernahm er von 1942 bis 1947 kommissarisch die Geschäftsführung des Thesaurus. Nach seiner Emeritierung 1956 widmete sich Rubenbauer sowohl als Autor als auch als Redaktor verstärkt der Arbeit am Thesaurus Linguae Latinae. 
Als Universitätsprofessor beschäftigte sich Rubenbauer vor allem mit der Poesie und der römischen Literatur der Kaiserzeit (besonders Catull) sowie der lateinischen Stilistik, der er mehrere systematische Darstellungen widmete. Daneben nahm er geprägt von seinem Lehrer Otto Crusius mehrere metrische Studien vor, u. a. über den trochäischen Tetrameter in der neueren Komödie. 1955 überarbeitete er für die zweite Auflage die Römische Metrik von Friedrich Crusius, Sohn seines Lehrers Otto Crusius.
Besondere Bedeutung erreichten jedoch seine Studien zur Grammatik. Gemeinsam mit seinem Freund und langjährigen Kollegen Johann Baptist Hofmann, mit dem er bereits 1909 gemeinsam die Arbeit beim Thesaurus begonnen hatte, verfasste Rubenbauer 1929 die Lateinische Schulgrammatik. Obgleich zunächst als Schulgrammatik konzipiert, fand die Grammatik wegen ihrer Systematik und Neuerungen schnell Verbreitung an den Universitäten und wird bis heute als Standardwerk (in der mittlerweile 12., von Rolf Heine überarbeiteten Auflage 1995) an deutschen Universitäten genutzt. Die Grammatik unterschied sich in wesentlichen Punkten von anderen lateinischen Grammatiken und stellte damit einen neuen Lehrbuchtyp dar: Neben Quantitätenbezeichnungen sowie stilistischen und metrischen Anhängen beinhaltete sie nur grammatikalische Beispiele aus Originaltexten anstelle von Kunstsätzen. 
1950 veröffentlichte Rubenbauer ein weiteres Mal gemeinsam mit Hofmann ein wissenschaftliches Standardwerk, das Wörterbuch der grammatischen und metrischen Terminologie. Daneben war er vor allem am lateinischen Anfangsunterricht interessiert und konzipierte neben vereinfachten Schulgrammatiken und Textausgaben (u. a. von Ciceros Briefen) außerdem Lehrwerke für den Schulunterricht.
In den letzten Lebensjahren verschlechterte sich Hans Rubenbauers Gesundheitszustand zunehmend. Zuletzt erlitt er einen Schlaganfall und starb am 27. Juli 1963 in München, auf den Tag genau neun Jahre nach seinem Freund und Weggefährten J. B. Hofmann.

## Schriften (Auswahl)
- 1929 Lateinische Schulgrammatik auf sprachwissenschaftlicher Grundlage (mit J. B. Hofmann), München: Oldenbourg.
- 1938 Lateinische Grammatik (mit Karl Enzinger), Bamberg: Buchners.
- 1942 Lectiones Latinae. Lateinisches Lehr- und Lesebuch für die zweite Klasse des Gymnasiums, Bamberg: Buchners.
- 1948 Lectiones Latinae. Lateinische Grammatik.
- 1948 Kurzgefaßte lateinische Grammatik (mit J. B. Hofmann), München: Leibniz.
- 1950 Wörterbuch der grammatischen und metrischen Terminologie (gemeinsam mit J. B. Hofmann), Heidelberg: Winter.
- 1955 Friedrich Crusius: Römische Metrik, Neubearbeitung für die zweite Auflage, München: Hueber.